# Slanted and Enchanted
Slanted and Enchanted är den amerikanska indierockgruppen Pavements debutalbum, utgivet 1992. 2002 släpptes albumet på nytt med en extra CD kallad Slanted & Enchanted: Luxe & Redux. Namnet Slanted and Enchanted kommer från titeln på en tecknad serie av David Berman från Silver Jews.
Tidskriften Rolling Stone placerade 2003 albumet på plats 134 på sin lista över de 500 bästa albumen genom tiderna.

## Låtlista
1. "Summer Babe (Winter Version)"  – 3:16
2. "Trigger Cut/Wounded-Kite At :17"  – 3:16
3. "No Life Singed Her"  – 2:09
4. "In the Mouth a Desert"  – 3:52
5. "Conduit for Sale!"  – 2:52
6. "Zurich is Stained"  – 1:41
7. "Chesley's Little Wrists"  – 1:16
8. "Loretta's Scars"  – 2:55
9. "Here"  – 3:56
10. "Two States"  – 1:47
11. "Perfume-V"  – 2:09
12. "Fame Throwa"  – 3:22
13. "Jackals, False Grails: The Lonesome Era"  – 3:21
14. "Our Singer"  – 3:09

## Listor
- Kom på 5:e plats på Pitchfork Media's Top 100 Albums of the 1990s (Redux)
- Kom på 4:e plats på Spin magazine's Top 100 Albums of the Past 20 Years in June 2005
- Den fanns även med på All-Time 100 albums från Time magazine.